# Grijó de Parada
Grijó de Parada est une freguesia portugaise du concelho de Bragance, avec une superficie de 31,19 km2 pour une densité de population de 9,5 hab/km2 avec 296 habitants (2011).